# Eumelea rosata
Eumelea rosata là một loài bướm đêm trong họ Geometridae.